# Gundeperga
Gundeperga (også Gundiberga; ca. 591 – ?) var en langobardisk dronning af Italien fra 625 til 652. Hun var datter af Authari og Theodelinda og gift først med Arioald, og da han døde, dernæst med Rothari.
Gundeperga var som hendes forældre katolsk kristen, i modsætning til begge hendes mænd som var tilhængere af den arianske kristne tro.